# Kurt-Jürgen von Lützow
Kurt-Jürgen Freiherr von Lützow (* 7. August 1892 in Marienwerder, Westpreußen; † 20. Juli 1961 in Hannover) war ein deutscher Generalleutnant im Zweiten Weltkrieg.

## Herkunft und Ausbildung
Sein Urgroßvater war Freiherr Leopold von Lützow (1786–1844), preußischer General, Bruder des Ludwig Adolf Wilhelm von Lützow. Lützow trat am 20. Januar 1914 aus dem Kadettenkorps kommend als Leutnant in das Leib-Grenadier-Regiment „König Friedrich Wilhelm III.“ (1. Brandenburgisches) Nr. 8 ein.

## Erster Weltkrieg
Nach Ausbruch des Ersten Weltkriegs wurde er ab 4. November 1914 als Adjutant des I. Bataillons sowie zeitgleich als stellvertretender Ordonnanzoffizier beim Stab der 9. Infanterie-Brigade eingesetzt. Lützow erhielt am 3. Mai 1915 das Kommando über die 6. Kompanie und wurde am 25. August 1915 zum Regimentsadjutanten ernannt. Am 18. Mai 1917 kam er dann zur 10. Infanterie-Brigade, wo er als Adjutant eingesetzt wurde. Am 18. August 1917 wurde er zum Oberleutnant befördert. Als solcher erfolgte am 26. Februar 1918 seine Versetzung zum Stab des Chefs des Generalstabes des Feldheeres. Für sein Wirken während des Krieges wurde er mit beiden Klassen des Eisernen Kreuzes und des Mecklenburgischen Militärverdienstkreuzes, dem Ritterkreuz des Königlichen Hausordens von Hohenzollern mit Schwertern sowie dem Ritterkreuz II. Klasse des Albrechts-Ordens mit Schwertern ausgezeichnet. Die Verbündeten Österreicher würdigten ihn mit dem Militärverdienstkreuz III. Klasse mit der Kriegsdekoration und aus dem Osmanischen Reich erhielt er den Eisernen Halbmond.

## Reichswehr
Nach Kriegsende wurde Lützow in die Reichswehr übernommen und zunächst als Hilfsoffizier im Wehrkreiskommando III und ab 1. Oktober 1920 im Stab der 3. Division eingesetzt. Am 1. November 1921 kam er dann in das 14. Reiter-Regiment und elf Monate später zum 6. Infanterie-Regiment nach Lübeck. Diesem Regiment sollte Lützow bis 30. September 1934 in verschiedenen Funktionen angehören. Vom 1. Juni 1924 war er Chef der 15. Kompanie in Lauenburg, ab 1. Februar 1929 in gleicher Funktion bei der 10. Kompanie in Flensburg und ab 1. April 1932 schließlich im Stab des II. Bataillons in Lübeck. In der Zwischenzeit hatte man Lützow am 1. April 1925 zum Hauptmann sowie am 1. Mai 1934 zum Major befördert. Als solcher erhielt er am 1. Oktober 1934 das Kommando über das III. Bataillon des Infanterie-Regiments Potsdam.

## Wehrmacht
1935 wurde er zum neu aufgestellten Infanterie-Regiment 67 versetzt und Kommandeur des III. Bataillons. Als Oberstleutnant (seit 1. Oktober 1936) kam er am 1. April 1937 zum Generalkommando des II. Armeekorps und erhielt die Kommandierung als 1. Adjutant zu Generalfeldmarschall August von Mackensen. Am 1. Juni 1939 wurde er zum Oberst befördert und am 26. August 1939 zum Kommandeur des Infanterie-Regiments 89 ernannt.
Mit Beginn des Zweiten Weltkriegs befehligte Lützow das Regiment zunächst beim Überfall auf Polen, dann im Westfeldzug 1940, wofür er am 15. August 1940 mit dem Ritterkreuz des Eisernen Kreuzes ausgezeichnet wurde. Seinen Verband führte er schließlich beim Überfall auf die Sowjetunion 1941 und wurde am 21. Oktober 1941 mit dem Eichenlaub zum Ritterkreuz des Eisernen Kreuzes (37. Verleihung) ausgezeichnet.
Am 17. Dezember 1941 erhielt Lützow die Beförderung zum Generalmajor und gab am 8. Februar 1942 das Regiment ab. In dieser Zeit war Lützow an Kriegsverbrechen beteiligt, wie Untergebene aussagten. Er wurde erstmals in die Führerreserve versetzt und am 1. März 1942 zum Kommandeur der 12. Infanterie-Division ernannt sowie am 1. Januar 1943 zum Generalleutnant befördert. Am 1. Juni 1944 erfolgte seine Ablösung und seine abermalige Versetzung in die Führerreserve, in der er vom 12. Juni bis 8. Juli 1944 zum Lehrgang für Kommandierende Generale in Hirschberg kommandiert wurde. Nach dem Beginn der sowjetischen Offensive Operation Bagration wurde von Lützow ab dem 25. Juni 1944 mit der Führung des XXXV. Armeekorps beauftragt, welches in der Kesselschlacht von Bobruisk bis zum 29. Juni 1944 fast vollständig aufgerieben wurde.

## Gefangenschaft während des Zweiten Weltkriegs
Lützow konnte mit Teilen des Korps aus dem Kessel ausbrechen. Er geriet am 5. Juli 1944 auf dem Ostufer der Beresina in sowjetische Kriegsgefangenschaft. Während seiner Gefangenschaft betätigte er sich im Bund Deutscher Offiziere, der im Nationalkomitee Freies Deutschland organisiert war. In dieser Funktion gehörte Lützow zu den Mitunterzeichnern des Aufrufs der 17 Generale vom 27. Juli 1944 und des Aufrufes An Volk und Wehrmacht vom 8. Dezember 1944. Am 16. Januar 1956 wurde er aus der Kriegsgefangenschaft entlassen.